# Kyōko Nagatsuka
Kyōko Nagatsuka (Japans: 長塚京子, Nagatsuka Kyōko) (Chiba, 22 februari 1974) is een tennisspeelster uit Japan.
In 1994 nam ze deel aan de Aziatische Spelen.
In 1996 nam ze met Ai Sugiyama voor Japan deel aan de Olympische Spelen in Atlanta bij het damesdubbelspel. Hierbij strandden ze in de eerste ronde.
Nagatsuka nam tussen 1995 en 1997 voor Japan deel aan 6 partijen op de Fed Cup.